# Süd Autobahn
Süd Autobahn ili A2 (prevedeno: Južna autocesta) austrijska je autocesta koja vodi od Beča preko Donje Austrije, Gradišća, Štajerske 
do Koruške i talijanske granice.

## Karakteristike i povijest gradnje
A2 je svojom dužinom od 372,783 km najduža austrijska autocesta.
Planovi za izgradnju te autoceste pojavili su se odmah nakon Anschlussa u sklopu izgradnje takozvanih - Reichsautobahna, ali su pali u vodu nakon početka Drugog svjetskog rata.
Prva dionica na tom pravcu počela se graditi u svibnju 1958. u Bečkoj kotlini na dionici dugoj 45 km između Beča i Wiener Neustadta.
Posljednja dionica od Völkermarkta do Klagenfurta u dužini od 16,531 km dovršena je 
25. studenog 1999.
Radovi na kompletiranju autoceste nastavljeni su sve do 2007. izgradnjom pristupnih dionica.

## Galerija slika
- A2 kod Mödlinga
- A2 u Gradišću
- Čvor kod Graza
- Autoput kod Klagenfurta

## Vanjske poveznice
- Süd Autobahn (A 2) (njem.)